# Canadice Lake
Der Canadice Lake [ˈkænədaɪs] ist einer der kleinsten Finger Lakes im US-Bundesstaat New York. Er erstreckt sich auf dem Gebiet des Ontario County etwa 30 mi (48 km) südlich von Rochester von Norden nach Süden. Er dient der Stadt Rochester zusammen mit seinem westlichen Nachbarn, dem Hemlock Lake, als Trinkwasserreservoir. Der Name kommt von einem Wort der Haudenosaunee, ska-ne-a-dice mit der Bedeutung „langer See“.

## Geographie
Der Canadice Lake ist 3 mi (4,8 km) lang und an seiner breitesten Stelle 0,3 mi (480 m) breit. Er bedeckt eine Fläche von 649 acre (2,63 km²) und weist eine Tiefe von max. 95 ft (29 m) auf. Die Küstenlinie ist 6,5 mi (10,5 km) lang.
Der See wird als Wasserreservoir für Rochester genutzt, daher ist es nicht erlaubt, am See Gebäude zu errichten, und Boote dürfen nur bis zu einer Größe von 17 ft (5,2 m) Länge und mit einer maximalen Motorleistung von 10 PS auf dem See verkehren. Schwimmen, Camping und Wasserverschmutzung sind verboten. Zum Bootfahren und Angeln muss an einem Kiosk am Hemlock Lake eine Lizenz erworben werden.
Am Ostufer des Sees und am Südende gibt es jeweils eine Bootsrampe.
Die höchsten Erhebungen in der Umgebung sind der Bald Hill ⊙ mit 563 m über dem Meer und der Canadice Hill ⊙, etwa 4 km südwestlich des Sees mit 671 m Höhe. Der See ist als Wasserschutzgebiet umgeben von den Hemlock Canadice State Forests. In geringer Entfernung weiter östlich liegt der Honeoye Lake.

## Freizeitmöglichkeiten

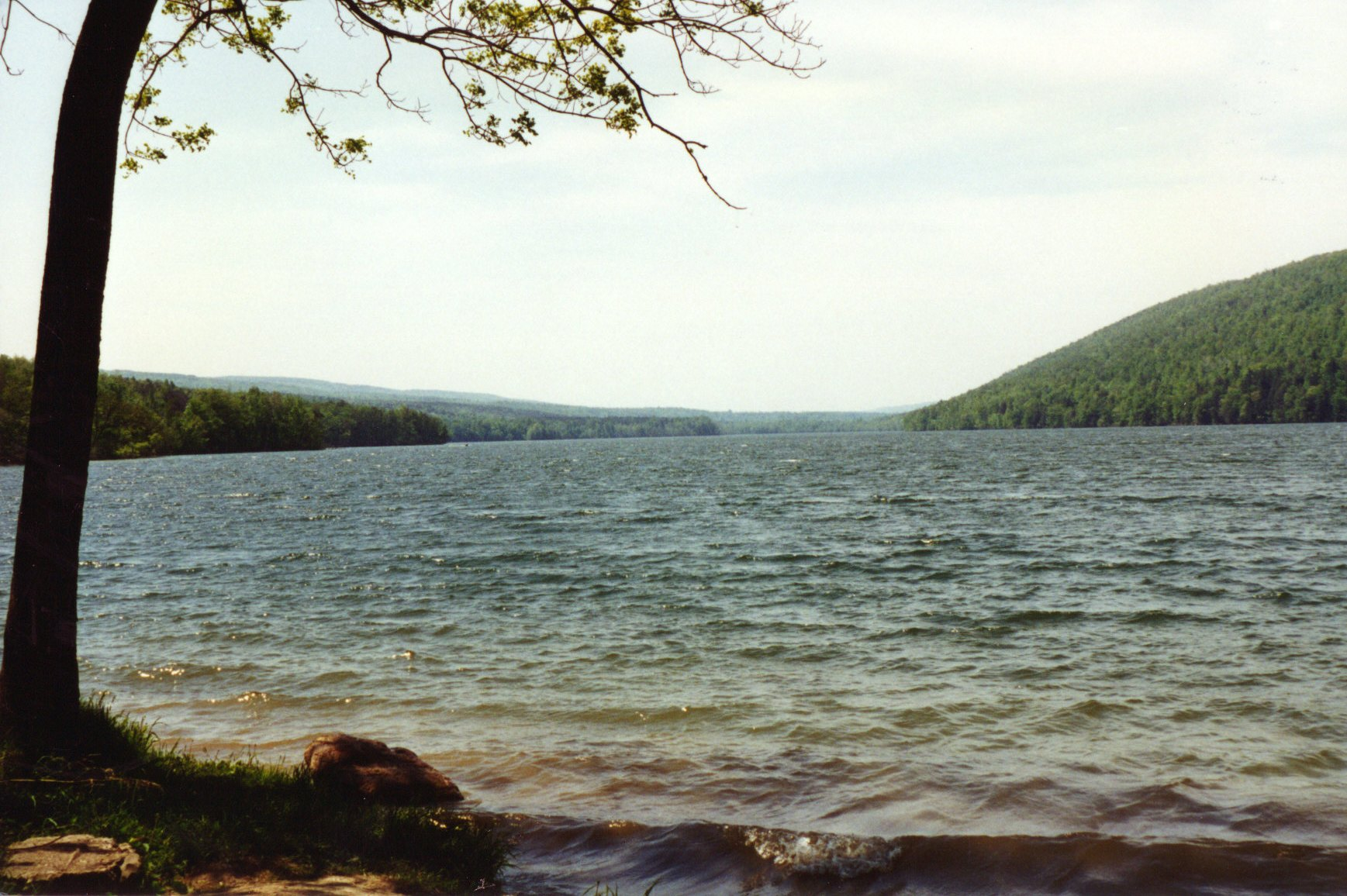
Canadice Lake 1997

Im See werden vom  New York State Department of Environmental Conservation regelmäßig Regenbogenforelle, Forelle, Amerikanischer Seesaibling eingesetzt, gelegentlich auch Lachse.